# Надгробная речь Перикла

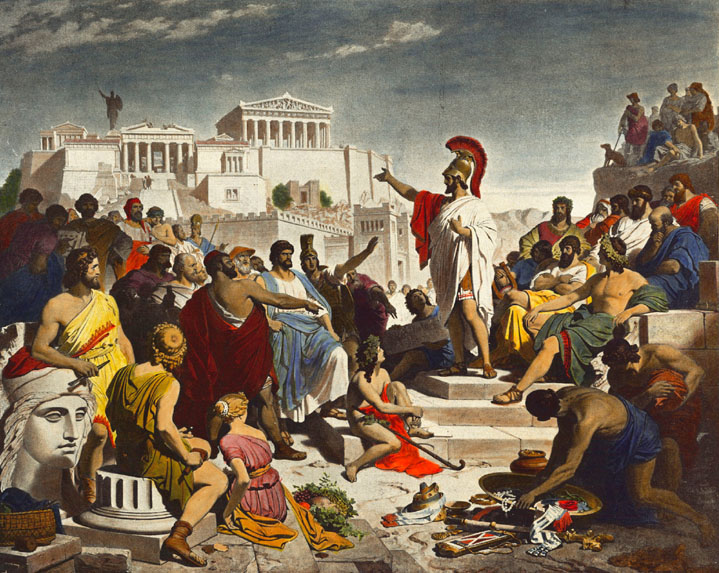
«Перикл произносит надгробную речь». Филипп фон Фольц, 1852. Частная коллекция

Надгробная речь Перикла — речь афинского политика и стратега Перикла 431 года до н. э. Она была произнесена в рамках поминальных мероприятий в честь погибших афинян первого года Пелопоннесской войны со Спартой. Сама речь дошла до современников в «Истории» Фукидида. Она приобрела широкую известность. К поднятым в ней темах неоднократно обращались философы и политики Нового и Новейшего времени. Среди прочего современные учёные находят параллели между Надгробной речью Перикла и Геттисбергской речью Авраама Линкольна 1863 года.

## Предыстория
В Древних Афинах существовал обычай проведения общественных похорон погибших в войне граждан. Когда и кем он был введен достоверно неизвестно. Древние свидетельства называют основателем обычая Солона. Диодор Сицилийский и Дионисий Галикарнасский относят его появление к эпохе Греко-персидских войн. Уже само начало речи Перикла свидетельствует об установлении обычая задолго до 431 года до н. э.
Фукидид в деталях описывает траурные мероприятия в таких случаях. За три дня до похорон в Афинах сооружали помостки с десятью коробками. В них клали кости погибших. Каждый желающий мог принести дары мёртвым. Траурная процессия двигалась к кладбищу. Там останки погибших предавали земле, после чего наиболее видный, предварительно избранный государственным советом, гражданин произносил надгробную речь. В 431 году до н. э. эту обязанность возложили на Перикла.
Если место действия и характер речи не вызывают сомнения, то относительно её аутентичности возможны различные трактовки. Фукидид писал свой труд не в начале войны со Спартой, а уже после поражения Афин. В ситуации, когда Афины капитулировали, Фукидид стремился сохранить память о «золотом веке» своего родного города. Патриотический пафос Перикла мог выглядеть, несмотря на повод, чрезмерным. На первом году войны афиняне не сомневались в могуществе своего государства. Современные историки не могут с полной уверенностью вычленить в тексте «Надгробной речи» слова Перикла и дополнения Фукидида, оценить насколько дошедший до современников текст соответствует первоначальной речи.

## Содержание
Задача Перикла при произнесении речи состояла в восхвалении доблести и мужества погибших, представить их героями, которые пожертвовали собой ради защиты Отечества. Вокруг этой центральной мысли располагались остальные утверждения, которые лишь усиливали главный тезис.
Свою надгробную речь Перикл начал с короткого вступления. В нём он сослался на существовавшую традицию достойно почтить павших и одновременно указал на трудность этой задачи. Перикл подчеркнул, что может не найти необходимые слова. Далее следовала основная часть речи. Перикл хвалит предков, благодаря которым афиняне живут на своей родной земле. Именно благодаря предкам в Афинах сложились соответствующие государственное устройство, нравственные приоритеты и культурные достижения, вознесшие Афины на первые роли среди других греческих полисов. После похвалы в сторону Афин и её граждан Перикл переходит к собственно похвале погибших. Именно благодаря таким героям Афины существуют и будут существовать. Их жертва не бесцельна, а представляет выполнение долга, благодаря чему каждый из граждан чувствует себя в безопасности. «И вот за подобный город отдали доблестно свою жизнь эти воины, считая для себя невозможным лишиться родины, и среди оставшихся в живых каждый, несомненно, с радостью пострадает за него». Завершалась надгробная речь утешением родственников, призывами чтить память погибших героев и подражать их примеру при выполнении своего долга.